# Проституция в Мали
Проституция в Мали является легальной деятельностью, однако запрещено сутенерство.

## Законодательство
В республике Мали проституция разрешена, однако насильственное принуждение к проституции карается законом (ст. 183 Уголовного кодекса республики Мали).
Предусмотрена ответственность за следующее:
- За вовлечение в занятие проституцией или принуждение к продолжению занятия проституцией, удерживания человека против его воли в публичном доме — от 6 месяцев до 3 лет лишения свободы и штраф в размере от 20 000 до 1 000 000 франков. Также может быть наложен запрет на выезд из страны в течение 1-6 лет.

- За получение дохода от занятия проституцией, если этот доход связан с занятием другого лица проституцией — от 1 года до 3 лет и штраф в размере от 20 000 до 1 000 000 франков. Также может быть наложен запрет на выезд из страны в течение 5-10 лет.

Также в уголовном кодексе прописана статья 179 о непристойном поведении на публике. Наказание для нарушителей предусматривает лишение свободы на срок от 3 месяцев до 2 лет или штраф в размере от 20 000 до 200 000 франков.
Полиция очень редко заводит уголовные дела против иностранцев, связанных каким-либо способом с проституцией, так как власти боятся навредить туристической отрасли.

## Положение дел
Одними из факторов, вынуждающие людей заниматься проституцией, являются домашнее насилие, бедность и бездомность.
Проституция распространена в таких городах страны, как Бамако, Каес, Сегу, Мопти, Тимбукту, Гао и Сикасо. В Бамако проживает много проституток из Нигерии и других стран Западной Африки. По их мнению, Мали считается богатой страной по сравнению с соседними государствами (нап., Нигер, Буркина-Фасо). Также проститутки с соседних стран, являющиеся христианками, считают рынок проституции в Бамако наиболее благоприятным в связи с тем, что в Мали превалирует ислам. Улица «Бла Бла», находящаяся в коммуне II, является центром данной деятельности. Часто полиция проводит проверки в барах города (чаще всего в коммуне IV), в связи с тем, что большинство секс-работников являются несовершеннолетними. В период с июль по август наблюдается приток студентов из различных африканских стран, которыv в это время подрабатывают секс-работниками. Чаще всего услугами проституток в Сегу пользуются туристы из Германии и Франции. Что касается города Мопти, то его чаще всего посещают французы. Примечательно, что туризм составляет 10 % области Мопти.
В начале 2012 года на севере Мали разгорелся вооружённый конфликт между сепаратистами-туарегами и армией Мали, что в итоге привело к отправке в страну многопрофильной комплексной миссии Организации Объединённых Наций по стабилизации в Мали (МИНУСМА). Приток военнослужащих вызвал рост спроса на проституцию. В области Гао проститутки прибывали из Буркина-Фасо, Нигера, Кот-д'Ивуара и Камеруна для обслуживания персонала ООН.
Что касается сферы медицины, то в стране была создана специальная система мобильных медицинских бригад для лечения секс-работников.Также с 1994 года в стране действует организация «Danaya So», помогающая проституткам справляться с различными проблемами (напр. уход за здоровьем, уход за детьми).
Что касается религиозного отношения к проституции, то многие малийские суфии откажутся призывать к толерантному отношению к проституции.

## Статистика
По оценкам ЮНЭЙДС, насчитывается 39,440 проституток (по состоянию на 2014 г.).
Процент вагинальных и цервикальных инфекции секс-работников в Мали составляет 9 %, что ниже, чем в других странах Западной Африки (напр., Кот-д'Ивуар — 35 %, Сенегал — 25).
Что касается мужской проституции, официальной статистики об этом почти нет. В докладе «Клиенты-мужчины секс-работников мужского пола в Западной Африке: забытое население повышенного риска» (англ. Male clients of male sex workers in West Africa: A neglected high-risk population) говорится о том, что в Африке под «клиентами-мужчинами секс-работников мужского пола» подразумеваются бисексуалы, транссексуалы, гомосексуалы и мужчины, считающие себя гетеросексуалами и в то же время вступающие в половые отношения с мужчинами по различным причинам (например, за финансовое вознаграждение).

## Торговля людьми
Мали является страной происхождения, транзита и назначения для женщин и детей, подвергшихся сексуальной торговле. Внутренняя торговля людьми более распространена, чем транснациональная торговля. Женщин и девочек из других западноафриканских стран, особенно из Нигерии, эксплуатируют в сфере проституции и сексуальной торговли на всей территории Мали. По оценкам властей Нигерии, в Мали более 5000 нигерийских девушек становятся жертвами торговли людьми. Так, например, 36-летний нигериец Кингсли Эссиен был арестован сотрудниками полиции штата Огун за продажу своей жены в сексуальное рабство в Мали, а также за продажу их 2-летнего сына за 600 000 найр.
Африканцы, которым помогают переехать из Мали в Европу (прежде всего, через Алжир и Ливию и реже через Мавританию), также уязвимы для торговли людьми. Нигерийские торговцы людьми мошенническим путём вербуют нигерийских женщин и девочек, обещая доставить их в Европу, но вместо этого заставляют заниматься проституцией в Мали. Малийские женщины и девочки являются жертвами торговли людьми в Габоне, Ливии, Ливане и Тунисе.
Многопрофильная комплексная миссия Организации Объединённых Наций по стабилизации в Мали (МИНУСМА) расследовала 23 случая сексуального насилия, связанного с оккупацией севера Мали, включая принудительную проституцию и сексуальное рабство в областях Гао, Томбукту, Кидале и в лагере беженцев в Мавритании в 2016 году. МИНУСМА провела расследование в отношении 4 членов туарегского сообщества, 3 членов Малийских сил обороны и безопасности, а также гражданских лица по этим делам, хотя она не сообщала о каких-либо судебных преследованиях или осуждениях за преступления, связанные с торговлей людьми.
«Закон 2012—023 о борьбе с торговлей людьми и аналогичной практикой» предусматривает уголовную ответственность за все формы торговли взрослыми людьми и детьми. Закон предусматривает наказание в виде лишения свободы сроком от 5 до 10 лет и до 20 лет за случаи, связанные с отягчающими обстоятельствами.
Государственный департамент США по контролю и борьбе с торговлей людьми поместил Мали в «Списка наблюдения стран 2-го уровня».